# عمر بترونی
عمر بترونی (عربی: عمر بطرونى؛ زادهٔ ۹ ژانویهٔ ۱۹۴۹) بازیکن فوتبال اهل الجزایر بود.
از باشگاه‌هایی که در آن بازی کرده‌است می‌توان به باشگاه فوتبال اتحاد الجزایر و باشگاه فوتبال مولودیه الجزایر اشاره کرد.
وی همچنین در تیم‌های ملی فوتبال  الجزایر بازی کرده‌است. بترونی در مسابقات کشوری و بین‌المللی در مجموع برندهٔ ۲ مدال طلا شده‌است.